# Карой Макк
Карой Макк (угор. Makk Károly; 22 грудня 1925, Беретьйоуйфалу — 30 серпня 2017, Будапешт) — угорський кінорежисер. Член-кореспондент Угорської академії літератури і мистецтв (1993), член Європейської кіноакадемії. Здобув популярність перш за все завдяки фільму «Любов», що містив критику сталінізму і тоталітаризму, і картині «Дивлячись один на одного», де Макк одним з перших в кіномистецтві соціалістичних країн торкнувся теми лесбійського кохання.

## Біографія
Карой Макк народився 22 грудня 1925 в селищі Береттьоуйфалу (Хайду-Біхар). Син кіномеханіка. Отримав мистецтвознавчу освіту в Будапештському і Дебреценському університетах, потім в 1946-1950 навчався в Будапештському Інституті театру і кіно, де познайомився з режисером Ґезой Радвані, у якого працював асистентом на стрічці «Десь в Європі» (1947). Перший фільм Макка, «Піонери», був визнаний керівництвом студії «політично сумнівним», в результаті чого Макка звільнили. Повернувшись в кіно в 1950, поставив костюмовану комедію «Ліліомфі». Уміння працювати з акторами, органічний сплав лірики і гротеску, психологічна глибина, пластична експресія характеризують його картини «Будинок під скелями» (1958), «Кішки-мишки» (1974), «Одна високоморальна ніч» (1977). Виразний образ похмурого в історії Угорщини періоду початку 1950-х був відображений у знаменитому фільмі Макка «Любов» (1970). Використавши в цьому фільмі дві автобіографічні новели Тібора Дері, Макк потім знову звернувся до творчості знаменитого письменника в фільмі «Філемон і Бавкіда» (1978). В основі фільму «Дивлячись одна на одну» — повість письменниці Ержебет Галгоці, час дії — період, після поразки Угорського повстання 1956. Ту ж епоху Макк ще раз спробував відтворити у фільмі «Угорський реквієм» (1990). У 2012 році він урочисто відкрив кінотеатр Makk Kálmán у Береттюуйфалу. Він помер 30 серпня 2017 року у віці 91 року. У вечір його смерті, в пам'ять про нього, Duna Television показало один із найвідоміших його творів «Ліліомфі». Його поховали 9 вересня 2017 року на кладовищі Фіумей Уті. У церемонії взяли участь такі відомі митці та письменники, як Бела Тарр, Чаба Каель, Дьєрдь Конрад, Дьєрдь Пальфі, Естер Надь-Калозі, Петер Гауманн, Тамаш Андор, Йожеф Сехелі, Йожеф Сас, Жолт Кортвелієсі, Тері Тордай, Андраш Керн, Вір ág Dőry попрощалися. , Шандор Сара, Еріка Сегеді, Петер Ленер, Лайош Балажовіц, Тамаш Сіртеш, Марта Месарош, Пал Шандор, Тамаш Унгварі, Бела Сачі Лакатош, Янош Сас і Лайош Колтай.

## Вибрана фільмографія
- 1954 — Ліліомфі (Liliomfi)
- 1955 — Палата № 9 (A 9-es kórterem)
- 1959 — Будинок під скелями (Ház asziklák alatt)
- 1960 — По газонах ходити дозволяється (Füre lépni szabad)
- 1961 — Одержимі (Megszàllottak)
- 1962 — Втрачений рай (Elveszett paradicsom)
- 1968 — Безхмарні канікули (Bolondos vakáció)
- 1971 — Любов / Szerelem (за повістю Тібора Дері)
- 1972 — Кішки-мишки (Macskajáték, за повістю Іштвана Еркеня)
- 1977 — Одна високоморальна ніч (Egy erkölcsös éjszaka)
- 1978 — Філемон і Бавкіда (Philemon és Baucis)
- 1978 — Дорогий сину / Drága kisfiam (за повістю Мейвіс Галлант)
- 1982 — Дивлячись одна на одну (Egymásra nézve, за повістю Ержебет Галгоці)
- 1987 — Остання рукопис (Az utolsó kézirat)
- 1991 — Угорський реквієм (Magyar rekviem)
- 1997 — Гравець (The Gambler) (вільна екранізація повісті Ф. М. Достоєвського)
- 2003 — Тиждень в Буді і Пешті (Egy hét Pesten és Budán)

## Один нереалізований проект
Серед так і не здійснених проектів Кароя Макка — задумана їм в 1980-х екранізація повісті Михайла Булгакова «Собаче серце». Ось що каже з цього приводу сам режисер:
| «Я дуже люблю Булгакова і деякий час жив з думкою екранізувати «Майстра і Маргариту». Читав роман неодноразово, фантазував. Але потім зрозумів, що таке грандіозне завдання мені не вдалося. Інша річ «Собаче серце». Тут я досить чітко уявляв, як можна зробити фільм. Уже навіть йшли переговори з однією американською кінокомпанією, і я шукав, хто б з сценаристів допоміг мені з адаптацією. Але врешті-решт нічого не вийшло: американці відмовилися, а інших партнерів я не знайшов. Ситуація була досить абсурдна. Дуже нагадувала той перехідний час, про який пише Булгаков. Ми за долари обідали, за долари мене возили туди-сюди, але витратитися на фільм ніхто не хотів. Хоча тоді його можна було зробити за копійки ... » |

## Нагороди
- 1971 — Приз журі Міжнародного кінофестивалю в Каннах: фільм «Любов»
- 1982 — Приз міжнародної асоціації кінокритиків (FIPRESCI) на Міжнародному кінофестивалі в Каннах: фільм «Дивлячись один на одного»